# Ballade (Grieg)
Die Ballade g-Moll op. 24 ist ein Klavierstück von Edvard Grieg in Form einer Reihe von Variationen. Grieg komponierte sie 1875 und verwendete als Thema die eigene Fassung eines norwegischen Volkslieds.

## Form
Die Vorlage, das Volkslied Den nordlanske bondestand, fand Grieg in Ludvig Mathias Lindemans Sammlung Ældre og nyere Norske Fjeldmelodier. Von Lindemans Arrangement verwendete Grieg nur die melodieführende Oberstimme, die er zur Einbindung in sein Werk leicht modifizierte. Diese Melodie versah Grieg mit einem eigenen mehrstimmigen Satz mit weitgehend chromatisch abwärts geführtem Bass.
Dieser Satz als Ganzes ist das Thema der folgenden Reihe von 14 Variationen. Nur in einigen von ihnen ist die Volksliedmelodie deutlich präsent, zum Teil ist eher das 16-taktige Formgerüst (eine regelmäßig gebaute dreiteilige Liedform a – a' – |: b – a'' :| ) mit seinen harmonischen Zielpunkten und die chromatische Motivik der Bassstimme der Ausgangspunkt der Variationstechniken. Auf die 14. Variation folgt zum Schluss als Coda die Wiederholung der ersten Hälfte des Themas im ursprünglichen schlichten Satz.

## Rezeption
Grieg spielte das Stück 1876 in Leipzig dem Verleger Max Abraham vor, der es „ein großes, seriöses Werk“ nannte und sofort in seiner Edition Peters publizierte.
In Norwegen wird Griegs Ballade, die seinen größten Beitrag zur Solo-Klaviermusik darstellt, hoch geschätzt. Einar Steen-Nøkleberg nannte sie das „eigentliche Herzstück der norwegischen Klavierliteratur“. International konnte sich das Stück nicht im pianistischen Standardrepertoire etablieren, obwohl es immer wieder auch von Pianisten von Weltrang gespielt wurde, z. B. von Eugene D’Albert, Sergei Rachmaninoff, Percy Grainger, Leopold Godowsky oder Artur Rubinstein.
In Deutschland ist das Stück wenig bekannt und seine Qualität umstritten. Gerhard Puchelt nannte die Abfolge der Variationen „willkürlich“, nach Wolfgang Valerius „erschwert der durchgehend melancholische, zuweilen höchst schwermütige Duktus das Hören ungemein“. Dagegen beschrieb Axel Bruch die Form als sorgfältig konzipierten Aufbau aus Gruppen von je 2–5 Variationen, die motivisch und dramaturgisch verbunden sind.

## Weblink
- Noten im International Music Score Library Project